# Brachyurophis approximans
Brachyurophis approximans (північно-західна лопатоноса змія) — вид отруйних змій родини аспідових (Elapidae). Ендемік Австралії.

## Поширення й екологія
Північно-західні лопатоносі змії мешкають на північному заході Західної Австралії, у прибережних і внутрішніх районах, зокрема в регіоні Пілбара. Вони живуть в акацієвих лісах і чагарниках. Живляться ящірками і їхніми яйцями. Відкладають яйця, в кладці 3 яйця.